# Aldebert II de Peyre
Pour les articles homonymes, voir Aldebert de Peyre.
Aldebert II de Peyre, né dans la noble famille de Peyre, est un évêque français du XIIe siècle. Il fut ainsi évêque de Mende en Gévaudan d'environ 1099 à 1123.

## Biographie
Aldebert de Peyre est issu de la famille de Peyre, dont le château patrimonial se situait sur le roc de Peyre, sur les contreforts de l'Aubrac. 
Il est le fils du baron Astorg, et donc le neveu de l'évêque Aldebert Ier de Peyre. Aldebert, étant cadet de la famille, s'oriente vers la vie religieuse (ce qui lui vaut ce prénom, la tradition de la maison de Peyre donnant celui d'Astorg au premier né, et d'Aldebert à celui qui deviendra clerc).
Deux épiscopats très courts ont lieu après le décès de son oncle, Guillaume II qui ne reste que 3 ans sur le siège de saint Privat, et Robert dont il est présumé qu'il est mort en se croisant. Aldebert II devient donc évêque vers 1099.
Sous son épiscopat, il accroît les pouvoirs monastère Saint-Sauveur-de-Chirac fondé par son père et son oncle au milieu du XIe siècle. Il fait également remanier la cathédrale de Mende, future cathédrale Notre-Dame-et-Saint-Privat.
Il meurt en 1123.